# Federica Prati
Federica Prati (* 3. Januar 1996 in Mailand) ist eine italienische Tennisspielerin.

## Karriere
Prati begann mit sechs Jahren das Tennisspielen und bevorzugt Sandplätze. Sie spielt hauptsächlich auf der ITF Women’s World Tennis Tour, wo sie bislang einen Doppeltitel gewann.

## Turniersiege

### Doppel
| Nr. | Datum            | Turnier             | Kategorie | Belag     | Partnerin    | Finalgegnerinnen              | Ergebnis |
| --- | ---------------- | ------------------- | --------- | --------- | ------------ | ----------------------------- | -------- |
| 1.  | 2. November 2019 | Scharm asch-Schaich | ITF W15   | Hartplatz | Sandra Samir | Warona Mdlulwa Catalina Pella | 6:2, 6:2 |